# Municipio de Buffalo (condado de Pike)
El municipio de Buffalo (en inglés: Buffalo Township) es un municipio ubicado en el condado de Pike en el estado estadounidense de Misuri. En el año 2010 tenía una población de 5176 habitantes y una densidad poblacional de 20,35 personas por km².

## Geografía
El municipio de Buffalo se encuentra ubicado en las coordenadas 39°24′54″N 91°5′38″O / 39.41500, -91.09389. Según la Oficina del Censo de los Estados Unidos, el municipio tiene una superficie total de 254.38 km², de la cual 247.13 km² corresponden a tierra firme y (2.85%) 7.25 km² es agua.

## Demografía
Según el censo de 2010, había 5176 personas residiendo en el municipio de Buffalo. La densidad de población era de 20,35 hab./km². De los 5176 habitantes, el municipio de Buffalo estaba compuesto por el 92.56% blancos, el 3.36% eran afroamericanos, el 0.25% eran amerindios, el 0.29% eran asiáticos, el 0.02% eran isleños del Pacífico, el 1.53% eran de otras razas y el 1.99% pertenecían a dos o más razas. Del total de la población el 2.9% eran hispanos o latinos de cualquier raza.